# Kelsey Clifford
Pour les articles homonymes, voir Clifford.
Pas d'image ? Cliquez ici

a Compétitions nationales et continentales officielles uniquement.

b Matchs officiels uniquement.
Dernière mise à jour le 29 juillet 2025.
Kelsey Clifford, née le 11 décembre 2001 à Londres (Angleterre), est une joueuse internationale anglaise de rugby à XV évoluant au poste de pilier.

## Biographie
Kelsey Clifford naît le 11 décembre 2001 à Londres en Angleterre.
En 2023, elle joue pour le club des Saracens. Elle n'a aucune sélection en équipe d'Angleterre quand elle est retenue pour disputer le Tournoi des Six Nations 2023.
À l'automne suivant, elle fait partie des trente joueuses qui partent en Nouvelle-Zélande participer pour l'Angleterre au WXV 2023.
En juillet 2025, elle est sélectionnée pour la Coupe du monde en Angleterre.

## Palmarès
- Vainqueur du Tournoi des Six Nations en 2023, 2024 et 2025.
- Vainqueur du WXV en 2023 et 2024.